# بحر تسمان

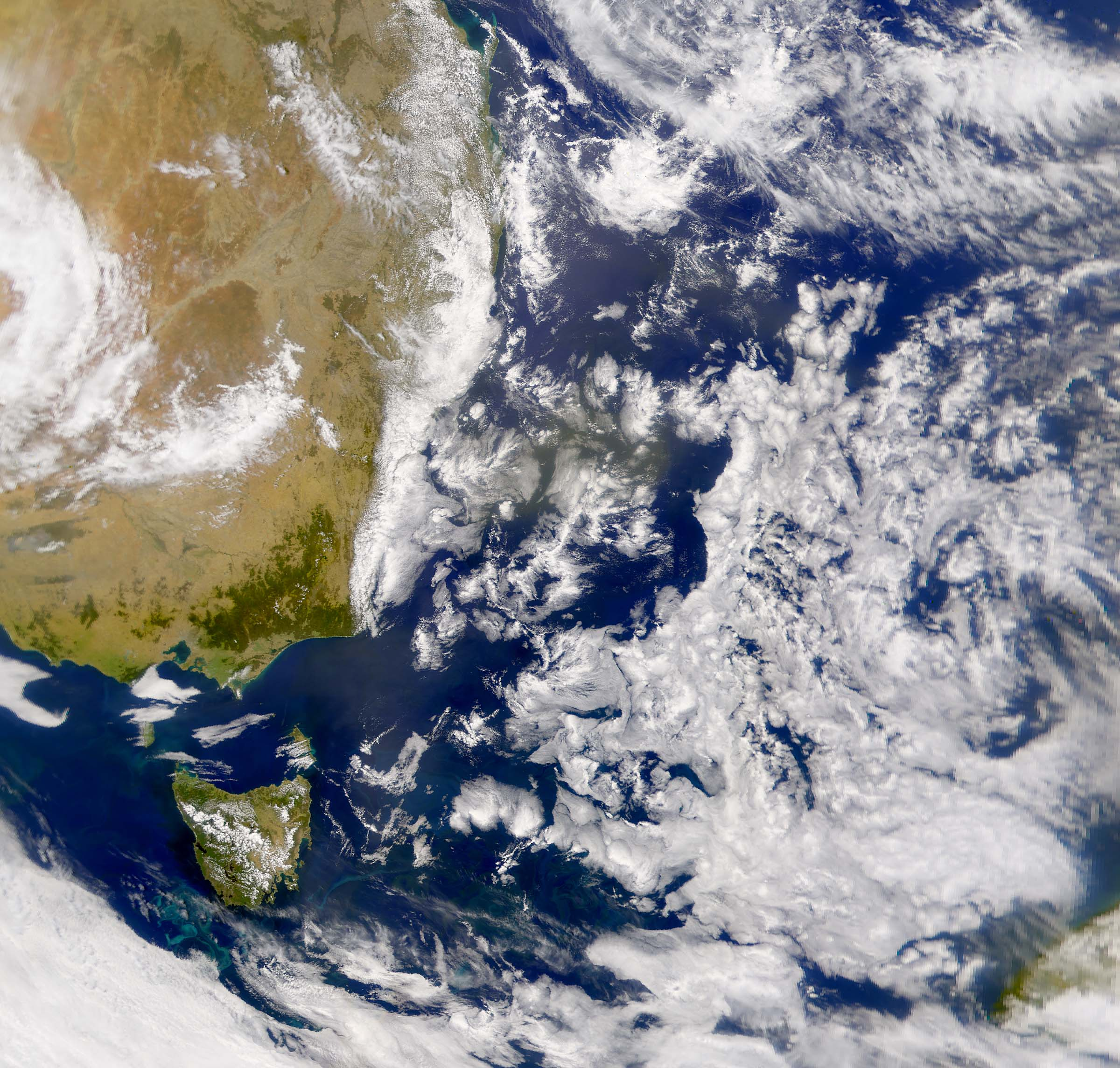
صورة الأقمار الصناعية لبحر تسمان

بحر تسمان (بالإنجليزية: Tasman Sea) (بالماورية: Te Tai-o-Rehua), هو بحر هامشي من جنوب المحيط الهادئ، يقع بين أستراليا ونيوزيلندا. يبلغ عرضه حوالي 2,000 كـم (1,200 ميل) وطوله من الشمال إلى الجنوب حوالي 2,800 كـم (1,700 ميل). سمي البحر على اسم المستكشف الهولندي أبل جانزون تاسمان، الذي كان أول أوروبي مسجل وجد نيوزيلندا وتسمانيا. والمستكشف البريطاني جيمس كوك أبحر لاحقًا في بحر تسمان على نطاق واسع في سبعينيات القرن الثامن عشر كجزء من رحلته الاستكشافية الأولى
يشار إلى بحر تاسمان بشكل غير رسمي باللغتين الأسترالية والإنجليزية النيوزيلندية باسم الخندق؛ على سبيل المثال، بعني عبور الخندق السفر إلى أستراليا من نيوزيلندا، أو العكس. المصطلح الضخم «الخندق» المستخدم في بحر تسمان قابل للمقارنة للإشارة إلى المحيط الأطلسي الشمالي باعتباره البركة.
شهد هذا البحر مؤخرًا (2015-2016) سجلًا تاريخيًا للحرارة السطحية (موجة الحرارة البحرية)، وهي ظاهرة استمرت أكثر من 250 يومًا، بشكل غير مسبوق.

## الجغرافيا
يبلغ عرض بحر تسمان 2,250 كـم (1,400 ميل) وتبلغ مساحته2,300,000 كـم2 (890,000 ميل2). ويبلغ عمقه 5,493 م (18,022 قدم).
تتكون قاعدة البحر من طين جلوبيجيرينا (globigerina ooze). تم العثور على منطقة صغيرة من طين جناحيات الأرجل (pteropod ooze) جنوب كاليدونيا الجديدة إلى الإحداثي 30° جنوبا، ويمكن العثور على طين سيليسوس (siliceous ooze).

### المناخ
يمر من خلال جنوب البحر المنخفضات التي تتجه من الغرب إلى الشرق. الحد الشمالي لهذه الرياح الغربية قريب من 40° درجة جنوبا.خلال فصل الشتاء الجنوبي، من أبريل إلى أكتوبر، يغير الفرع الشمالي لهذه الرياح من الغرب اتجاهه نحو الشمال ويرتفع عكس الرياح التجارية. ومن ثم، فإن البحر يتلقى رياحًا متكررة من الجنوب الغربي خلال هذا في الصيف الأسترالي (من نوفمبر إلى مارس)، يرتفع الفرع الجنوبي من الرياح التجارية في مواجهة الرياح الغربية وينتج المزيد من نشاط الرياح في المنطقة.

### التضاريس

#### التلال

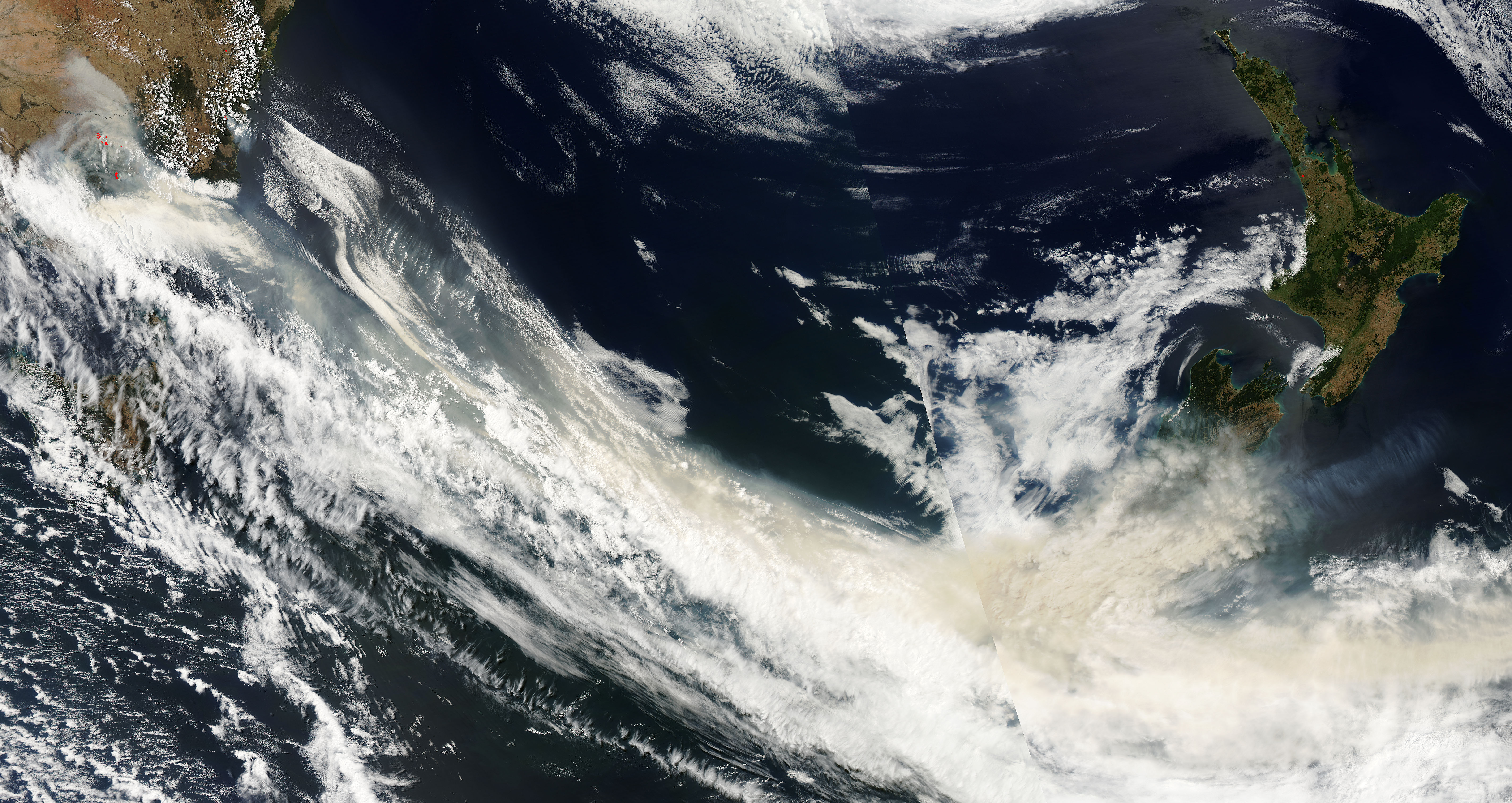
دخان من حرائق أحراش فكتوريا يعبر جنوب بحر تسمان

تطورت سلسلة تلال وسط المحيط لبحر تاسمان بين 85 و55 مليون سنة مضت عندما انفصلت أستراليا وزيلانديا أثناء تفكك القارة العملاقة غندوانا. إنها تقع في منتصف الطريق تماما بين الحافة القارية لأستراليا وزيلانديا. غمرت الكثير من زيلانديا، لذا فإن التلال تمتد بالقرب من الساحل الأسترالي أكثر من الساحل النيوزيلندي.

#### الجزر
توجد عدة مجموعات من الجزر الواقعة في بحر تسمان قبالة سواحل أستراليا ونيوزيلندا:
- جزيرة لورد هاو (جزء من نيو ساوث ويلز)[11]
- هرم بولز (جزء من نيو ساوث ويلز)[12]
- جزيرة نورفولك، على الطرف الشمالي لبحر تسمان، على حافة بحر المرجان.

#### المسطحات المائية المجاورة
- الشمال: بحر المرجان[13]
- الشمال الشرقي والشرق: المحيط الهادي
- الشرق: مضيق كوك
- الجنوب الشرقي والجنوب: المحيط الجنوبي
- الغرب: مضيق باس[14]

## الحياة الحيوانية والنباتية
استكشفت سفينة البحث (Tangaroa RV) البحر، ووجدت 500 نوع من الأسماك و1300 نوع من اللافقاريات. كما تم العثور على أسنان ميجالودون، قرش منقرض، من قبل الباحثين.

## التاريخ
كان مونكريف وهود أول من حاول العبور عبر تاسمان بالطائرة في عام 1928. وقد أنجز تشارلز إدوارد كينغسفورد أول رحلة طيران ناجحة فوق البحر في وقت لاحق من ذلك العام. كان كولن كوينسي أول شخص يجدف منفردًا عبر البحر في عام 1977. وقد أكمل ابنه شون كوينسي العبور الفردي الناجح التالي في عام 2010.

## أعلام
- جون إتش كيمبل
- أندرو ماكاولي